# رود تادامی
رود تادامی (به لاتین: Tadami River) یک رود در ژاپن است که در استان گونما واقع شده‌است.